# Literaturjahr 2015
Liste der Literaturjahre

◄◄ | ◄ | 2011 | 2012 | 2013 | 2014 | Literaturjahr 2015 | 2016 | 2017 | 2018 | 2019 | ► | ►►

Weitere Ereignisse

## Ereignisse
- 21. Januar: Im Zuge der Umwandlung des Suhrkamp Verlags in eine Aktiengesellschaft wird bekannt, dass die Unternehmerfamilie Ströher in das Unternehmen eintritt. Ulla Unseld-Berkéwicz werde in den Aufsichtsrat wechseln; die Mehrheit der Aktien gehöre den Angaben zufolge – bei Stimmrechtsmehrheit der Familienstiftung – künftig der Familienstiftung von Unseld-Berkéwicz und der Familie Ströher gemeinsam.[1] Am 10. Dezember 2015 übernahm Unseld-Berkéwicz als abschließende Maßnahme im Verlagsumbau den Aufsichtsratsvorsitz der Suhrkamp Verlag AG. Neuer alleiniger Vorstand (= Verleger) der Suhrkamp AG wird Jonathan Landgrebe.[2]
- 23. Januar: Der Verleger Wolfgang Beck teilt mit, dass er zum 1. Februar 2015 die literarische Verlagsleitung im Münchner Verlag C. H. Beck an seinen Sohn Jonathan übergibt.[3]
- 30. Januar: Bei einem Brand wird in einem Bibliotheksgebäude der Russischen Akademie der Wissenschaften in Moskau ein Teil der Bestände zerstört oder stark beschädigt.[4]
- Februar: Der Campus-Verlag wird nach Mitteilung beider Häuser vollständig von der Verlagsgruppe Beltz übernommen.[5]
- 13. Februar: Die Verlagsgruppe Weltbild teilt mit, dass sie 70 ihrer noch verbliebenen 145 Buchhandlungen „an eine mittelständische Buchhandelskette“ zu verkaufen plant.[6]
- Im Frühjahr: Gründung des Divan Verlags
- 12.–15. März: Leipziger Buchmesse; Gastland: Israel
- 02. April: Internationaler Kinderbuchtag
- 23. April: Welttag des Buches
- 21. Mai: In München wird der deutschsprachige Penguin Verlag gegründet.
- 16. Juni: Bloomsday
- 22. Juli: Der Käufer von 67 ehemaligen Weltbild-Filialen, die Buchhandelskette LesensArt, geht in die Insolvenz.[7]
- 9.–19. September: 15. Internationales Literaturfestival Berlin
- 26. September: Anstelle des bisherigen Kultur Spiegel erscheint als Supplement zum Spiegel erstmals der Literatur Spiegel, der dem Nachrichtenmagazin zehnmal pro Jahr beiliegen, aber auch über Spiegel Online erreichbar sein soll.[8]
- Ab 2. Oktober: Unter der Leitung von Volker Weidermann wird Das Literarische Quartett wieder ausgestrahlt.
- 14. Oktober: Im Börsenblatt können ein „homosexuellenfeindliches“ sowie ein „schon per Titel die Homosexuellen diskriminierendes“ Buch beworben werden.[9]
- 14.–18. Oktober: Frankfurter Buchmesse; Gastland: Indonesien. Der Schweizer Diogenes Verlag gab Anfang April d. J. bekannt, dass er der derzeit ungünstigen Währungsverhältnisse wegen nicht an der Buchmesse teilnehmen werde.[10] Der Iran sagte seine Teilnahme aufgrund der Anwesenheit von Salman Rushdie auf der Buchmesse zwar kurzfristig ab, etwa zehn iranische Verlage folgten dieser staatsoffiziellen Entscheidung jedoch nicht.
- 20. Oktober: Nach der öffentlichen Äußerung ihres bisherigen Autors Akif Pirinçci: „Die KZs sind ja leider derzeit außer Betrieb.“ kündigt die Verlagsgruppe Random House die mit ihm bestehenden Verträge und stoppt die Auslieferung seiner dort verlegten Bücher.[11]
- 3.–7. November: 19. Deutschsprachige Poetry-Slam-Meisterschaft in Augsburg
- 12. November: Nach einem Urteil des EuGH ist möglicherweise auch in Deutschland die bisherige Verteilungspraxis der VG Wort teilweise rechtswidrig.[12]
- 15. November: In Köln wird das Phantastik-Autoren-Netzwerk gegründet.
- 17. November: Der palästinensische Lyriker Ashraf Fayadh wird von einem Gericht in Saudi-Arabien unter Bezug auf ein von ihm verfasstes Buch „wegen Abfalls vom muslimischen Glauben“ zum Tod verurteilt.[13][14]
- 24. November: Die Bestellung von Klaus-Dieter Lehmann als Präsident des Goethe-Instituts wird vorzeitig um vier Jahre verlängert.[15]
- 23. Dezember: Mit dem Versand der letzten Bücher beendet der Bertelsmann-Buchclub nach 65 Jahren seine Tätigkeit.
- 31. Dezember: In Israel protestieren u. a. zahlreiche Schriftsteller gegen die Anordnung des israelischen Erziehungsministeriums, den Roman Borderlife der Autorin Dorit Rabinyan wegen „Bedrohung der jüdischen Identität“ nicht im Oberschulunterricht zu behandeln.[16][17]
- 2015: In Deutschland werden erstmals die Deutschen Buchhandlungspreise vergeben.[18]
- 2015: In Erlangen werden der Homunculus Verlag und die Literaturzeitschrift Seitenstechen gegründet.
- 2015: In Berlin wird der Korbinian Verlag gegründet.
- 2015: Es erscheint der 12. und letzte Band der Kinderbuchreihe How to Train Your Dragon von Cressida Cowell.
- 2015: Die Jugendbuchreihe Alea Aquarius von Tanya Stewner beginnt zu erscheinen.

## Jahrestage (Auswahl)

### 50. Geburtstag
- 01. Februar: Louise Welsh, britische Schriftstellerin
- 28. Februar: Colum McCann, irischer Schriftsteller
- 04. März: Khaled Hosseini, afghanisch-amerikanischer Schriftsteller
- 14. Mai: Eoin Colfer, irischer Schriftsteller
- 30. Mai: Anna Langhoff, deutsche Schriftstellerin
- 12. Juni: Wolfgang Herrndorf, deutscher Schriftsteller († 2013)
- 31. Juli: Joanne K. Rowling, britische Schriftstellerin
- 04. August: Dennis Lehane, US-amerikanischer Krimiautor
- 23. August: Ilija Trojanow, deutscher Schriftsteller, Übersetzer, Herausgeber und Verleger
- 21. September: Frédéric Beigbeder, französischer Schriftsteller
- 02. Oktober: Keith Ridgway, irischer Schriftsteller
- 22. Oktober: A. L. Kennedy, britische Schriftstellerin
- 24. Oktober: Zsuzsa Bánk, deutsche Schriftstellerin
- 23. November: Marcel Beyer, deutscher Schriftsteller
- 29. November: Susanne Schädlich, deutsche Schriftstellerin und Übersetzerin
- 26. Dezember: Mani Beckmann, deutscher Schriftsteller
- 31. Dezember: Nicholas Sparks, US-amerikanischer Schriftsteller

### 100. Geburtstag
- 01. Januar: François Bondy, Schweizer Schriftsteller und Übersetzer († 2003)
- 05. Januar: Louis Awad, ägyptischer Literaturkritiker, Dichter und Schriftsteller († 1990)
- 07. Januar: Erwin Wickert, deutscher Diplomat und Schriftsteller († 2008)
- 20. Januar: C. W. Ceram, deutscher Journalist und Wissenschaftsautor († 1972)
- 28. Januar: Elisabeth Frenzel, deutsche Literaturwissenschaftlerin († 2014)
- 29. Januar: Halfdan Rasmussen, dänischer Dichter († 2002)
- 01. Februar: Léopold Hoffmann, deutschsprachiger Luxemburger Schriftsteller († 2008)
- 05. Februar: Margaret Millar, kanadische Krimi-Schriftstellerin († 1994)
- 16. Februar: Elisabeth Eybers, südafrikanisch-niederländische Dichterin († 2007)
- 10. März: Jón Dan Jónsson, isländischer Schriftsteller († 2000)
- 11. März: Karl Krolow, deutscher Schriftsteller († 1999)
- 29. März: Denton Welch, englischer Maler und Schriftsteller († 1948)
- 07. April: Henry Kuttner, US-amerikanischer Schriftsteller († 1958)
- 09. April: Leonard Wibberley, irisch-amerikanischer Schriftsteller († 1983)
- 10. April: Leo Vroman, niederländisch-US-amerikanischer Schriftsteller († 2014)
- 13. April: Stephan Hermlin, deutscher Schriftsteller († 1997)
- 15. April: Tista Murk, Schweizer rätoroman. Schriftsteller und Dramatiker († 1992)
- 23. April: Christine Busta, österreichische Lyrikerin († 1987)
- 25. April: Thomas Savage, US-amerikanischer Schriftsteller († 2003)
- 27. Mai: Herman Wouk, US-amerikanischer Autor († 2019)
- 31. Mai: Judith Wright, australische Dichterin und Schriftstellerin († 2000)
- 02. Juni: Ross Macdonald, US-amerikanischer Krimi-Schriftsteller († 1983)
- 10. Juni: Saul Bellow, US-amerikanischer Schriftsteller († 2005)
- 17. Juni: Geno Hartlaub, deutsche Schriftstellerin († 2007)
- 24. Juni: Fred Hoyle, britischer Wissenschaftler und Schriftsteller († 2001)
- 25. Juni: Salme Raatma, estnische Dichterin und Kinderbuchautorin († 2008)
- 26. Juni: Walter Farley, US-amerikanischer Jugendbuch-Schriftsteller († 1989)
- 27. Juni: Grace Lee Boggs, US-amerikanische Bürgerrechtlerin und Autorin († 2015)
- 04. Juli: Christine Lavant, österreichische Künstlerin und Schriftstellerin († 1973)
- 24. August: James Tiptree junior, US-amerikanische SF-Schriftstellerin († 1987)
- 17. September: Adolfo Sánchez Vázquez, spanisch-mexikanischer Philosoph und Schriftsteller († 2011)
- 01. Oktober: Jerome Bruner, US-amerikanischer Psychologe und Essayist
- 17. Oktober: Arthur Miller, US-amerikanischer Schriftsteller († 2005)
- 28. Oktober: Jürgen Thorwald, deutscher Schriftsteller († 2006)
- 12. November: Roland Barthes, französischer Literaturkritiker, Schriftsteller, Philosoph und Semiotiker († 1980)
- 27. November: Adonias Filho, brasilianischer Schriftsteller († 1990)
- 30. November: Edith Anderson, US-amerikanische Schriftstellerin und Übersetzerin, seit 1947 in Deutschland lebend († 1999)
- 07. Dezember: Franz Josef Tripp, deutscher Schriftsteller und (Kinderbuch-)Illustrator († 1978)
- 20. Dezember: Aziz Nesin, türkischer Pädagoge und Schriftsteller († 1995)

### Weitere Geburtstage
- 12. Februar: 200. Geb. v. John Retcliffe, deutscher Schriftsteller
- 19. Februar: 150. Geb. v. Sven Hedin, schwedischer (Reise-)Schriftsteller
- 26. Februar: 300. Geb. v. Claude Adrien Helvétius, französischer Philosoph der Aufklärung
- 28. Februar: 150. Geb. v. Arthur Symons, britischer Lyriker und Kritiker
- 04. März: 150. Geb. v. Eduard Vilde, estnischer Schriftsteller und Journalist
- 08. März: 150. Geb. v. Leo Belmont, polnischer Schriftsteller, Dichter und Übersetzer
- 27. März: 250. Geb. v. Franz von Baader, deutscher Philosoph
- 28. März: 500. Geb. v. Teresa von Ávila, spanische Mystikerin
- 06. Mai: 200. Geb. v. Eugène Labiche, französischer Lustspieldichter
- 13. Mai: 500. Geb. v. Johann Stigel, deutscher Poet und Rhetoriker
- 21. Mai: 200. Geb. v. Adolf Böttger, deutscher Schriftsteller und Übersetzer
- Mai / Juni: 750. Geb. v. Dante Alighieri, italienischer Dichter
- 8. Juni: 200. Geb. v. Élie Berthet, französischer Schriftsteller
- 13. Juni: 150. Geb. v. William Butler Yeats, irischer Dichter und Schriftsteller
- 15. Juni: 250. Geb. v. Henry Thomas Colebrooke, britischer Sanskritist
- 28. Juni: 150. Geb. v. Otto Julius Bierbaum, deutscher Schriftsteller
- 02. Juli: 150. Geb. v. Lily Braun, deutsche Schriftstellerin
- 04. Juli: 300. Geb. v. Christian Fürchtegott Gellert, deutscher Dichter, Dramatiker, Erzähler
- Juli / August: 850. Geb. v. Muhyī d-Dīn Ibn ʿArabī, islamischer Mystiker
- 28. August: 200. Geb. v. Ferdinando Petruccelli della Gattina, italienischer Journalist und Schriftsteller
- 04. Oktober: 150. Geb. v. Max Halbe, deutscher Schriftsteller
- 17. Oktober: 200. Geb. v. Emanuel Geibel, deutscher Schriftsteller und Dichter
- 18. Oktober: 150. Geb. v. Logan Pearsall Smith, britischer Erzähler, Essayist und Aphoristiker
- 29. Oktober: 200. Geb. v. Ľudovít Štúr, slowakischer Philologe und Schriftsteller
- 06. November: 150. Geb. v. Alexander von Gleichen-Rußwurm, deutscher Schriftsteller, Biograf und Übersetzer
- 07. November: 150. Geb. v. Kosugi Tengai, japanischer Schriftsteller
- 21. Dezember: 300. Geb. v. François-Vincent Toussaint, französischer Schriftsteller und Enzyklopädist
- 22. Dezember: 200. Geb. v. Johann Jakob Bachofen, Schweizer Historiker, Anthropologe und Autor
- 30. Dezember: 150. Geb. v. Rudyard Kipling, britischer Schriftsteller

### 50. Todestag
- 04. Januar: T. S. Eliot, englischsprachiger Lyriker und Dramatiker
- 08. Januar: Wolodymyr Sosjura, ukrainischer Dichter
- 24. Januar: Winston Churchill, britischer Politiker und Schriftsteller
- 19. Mai: Maria Dąbrowska, polnische Schriftstellerin
- 10. Juni: Max Rychner, Schweizer Journalist und Schriftsteller
- 13. Juni: Martin Buber, österreichisch-israelischer Religionsphilosoph und Autor
- 04. Juli: Edward Sackville-West, britischer Musikkritiker und Schriftsteller
- 10. Juli: Jacques Audiberti, französischer Schriftsteller, Lyriker und Dramatiker
- 19. Juli: Ingrid Jonker, südafrikanische Dichterin
- 02. September: Johannes Bobrowski, deutscher Lyriker und Erzähler
- 04. September: Albert Schweitzer, deutsch-französischer (...), Philosoph und Autor
- 03. Oktober: Max Picard, Schweizer Schriftsteller
- 22. Oktober: Paul Tillich, deutsch-amerikanischer Religionsphilosoph und Autor
- 06. Dezember: Walter Muschg, Schweizer Literaturhistoriker und Essayist
- 16. Dezember: W. Somerset Maugham, britischer Erzähler und Dramatiker

### 100. Todestag
- 03. April: Jizchok Leib Perez, polnisch-, hebräisch- und jiddischsprachiger Schriftsteller
- 08. April: Louis Pergaud, französischer Schriftsteller
- 12. April: Domenico Gnoli, italienischer Schriftsteller, Dichter und Übersetzer
- 23. April: Rupert Brooke, britischer Dichter
- 24. April: Daniel Waruschan, armenischer Schriftsteller
- nach dem 24. April: Smbat Biurat, armenischer Schriftsteller
- nach dem 24. April: Eruchan, armenischer Schriftsteller und Journalist
- nach dem 24. April: Levon Larents, armenischer Dichter, Journalist und Lehrer
- nach dem 24. April: Kegham Parseghian, armenischer Schriftsteller
- nach dem 24. April: Harutiun Schahrigian, armenischer Schriftsteller
- nach dem 24. April: Siamanto, armenischer Dichter
- nach dem 24. April: Hagop Terzian, armenischer Pharmazeut und Buchautor
- nach dem 24. April: Krikor Torosyan, armenischer Satiriker und Karikaturist
- nach dem 24. April: Dikran Tschögürjan, armenischer Romanautor, Maler und Verleger
- 20. Juni: Tlgadintsi, armenischer Schriftsteller
- 02. August: Krikor Zohrab, osmanisch-armenischer Jurist, Schriftsteller und Politiker
- 16. August: Ardasches Harutünjan, osmanisch-armenischer Literaturkritiker, Dichter und Übersetzer
- 16. August: Rupen Zartarian, osmanisch-armenischer Schriftsteller, Dichter und Übersetzer
- 19. August: Tevfik Fikret, osmanischer Dichter
- 26. August: Rupen Sevag, osmanisch-armenischer Dichter, Prosaschriftsteller und Arzt
- 27. August: Felix Poppenberg, deutscher Schriftsteller
- 01. September: August Stramm, deutscher Dichter und Dramatiker des deutschen Expressionismus
- 11. Oktober: Jean-Henri Fabre, französischer Naturwissenschaftler und Schriftsteller
- 15. Oktober: Paul Scheerbart, deutscher Schriftsteller fantastischer Literatur und Zeichner
- 18. Oktober: Karl Eugen Neumann, österreichischer Autor und Übersetzer (auch 150. Geburtstag)
- 20. Oktober: Diran Kelekian, armenischer Journalist und Übersetzer
- 19. November: Joe Hill, schwedisch-amerikanischer Sänger und Liedermacher
- 21. November: Johannes Trojan, deutscher Schriftsteller
- 06. Dezember: Rudolf Lavant, deutscher Schriftsteller

### Weitere Todestage
- 21. Januar: 200. Todestag v. Matthias Claudius, deutscher Dichter
- 25. Februar: 150. Todestag v. Otto Ludwig, deutscher Schriftsteller, Dichter und Dramatiker
- 05. April: 250. Todestag v. Edward Young, englischer Dichter
- 15. April: 250. Todestag v. Michail Lomonossow, russischer Dichter und Universalgelehrter
- 30. April: 1950. Todestag v. Lucan, römischer Dichter
- 19. Mai: 300. Todestag v. Charles Montagu, englischer Politiker und Dichter
- 01. Juni: 400. Todestag v. al-Būrīnī, osmanischer Gelehrter und Chronist
- 29. Juni (?): 700. Todestag v. Ramon Llull, mallorquinischer Philosoph und Logiker
- 04. August: 150. Todestag v. William Edmonstoune Aytoun, schottischer Schriftsteller und Dichter
- 07. November: 150. Todestag v. Mélesville, französischer Dramatiker
- 12. November: 150. Todestag v. Elizabeth Gaskell, britische Schriftstellerin
- 02. Dezember: 200. Todestag v. Jan Potocki, polnischer Historiker und Schriftsteller
- 04. Dezember: 150. Todestag v. Adolph Kolping, deutscher Priester, Autor und Publizist
- 13. Dezember: 450. Todestag v. Conrad Gessner, Schweizer Universalgelehrter und Bibliograf
- 31. Dezember: 250. Todestag v. Samuel Madden, irischer Schriftsteller und Dramatiker
- 31. Dezember: 150. Todestag v. Fredrika Bremer, schwedische Schriftstellerin

## Neuerscheinungen

### Romane, Erzählungen
- Acht Leben – Kim Hoon
- Am Limit – David Baldacci
- Anklage – John Grisham
- Aquamarin – Andreas Eschbach
- Der Architekt des Sultans – Elif Shafak
- Auerhaus – Bov Bjerg
- Die Auserwählten – Kill Order – James Dashner
- Der begrabene Riese – Kazuo Ishiguro
- Blood on Snow. Der Auftrag – Jo Nesbø
- Das Blut der Rebellin – Sabrina Qunaj
- Die Blutschule – Sebastian Fitzek (unter dem Pseudonym „Max Rhode“)
- Butcher’s Crossing – John Williams
- Cartagena – Claudia Amengual
- Coin Locker Babys – Ryū Murakami
- Dictator – Robert Harris
- Dreckstück – Clémentine Beauvais
- Eleanor & Park – Rainbow Rowell
- Elefanten im Garten – Meral Kureyshi
- Elf Tage in Berlin – Håkan Nesser
- Das Ende von Eddy – Édouard Louis
- Die Erfindung der Flügel – Sue Monk Kidd
- Die Erfindung der Roten Armee Fraktion durch einen manisch-depressiven Teenager im Sommer 1969 – Frank Witzel
- Extinction – Kazuaki Takano
- Das Fest der Bedeutungslosigkeit – Milan Kundera
- Fingerhut-Sommer – Ben Aaronovitch
- Die flüsternden Puppen – André Minninger
- Frank – Richard Ford
- Gehe hin, stelle einen Wächter – Harper Lee
- Gehen, ging, gegangen – Jenny Erpenbeck
- Die Geschichte der Einsamkeit – John Boyne
- Girl on the Train – Paula Hawkins
- Die gleißende Welt – Siri Hustvedt
- Glorreiche Ketzereien – Lisa McInerney
- Die großen Vier (neue Üb.) – Agatha Christie
- H wie Habicht – Helen Macdonald
- Horcynus Orca – Stefano D’Arrigo
- Im Frühling sterben – Ralf Rothmann
- Das Joshua-Profil – Sebastian Fitzek
- Judas – Amos Oz
- Das Kabinett des Zauberers – André Marx
- Das Kartell – Don Winslow
- Die Krone des Schäfers – Terry Pratchett
- Der Lange Krieg – Terry Pratchett und Stephen Baxter
- Der Lange Mars – Terry Pratchett und Stephen Baxter
- Layers – Ursula Poznanski
- Lockruf des Goldes – Jack London (1. vollständige Übersetzung ins Deutsche)
- Maggie und die Stadt der Diebe (Kinderbuch) – Patrick Hertweck
- Max, Mischa & Tetoffensiven – Johan Harstad
- Meijin – Kawabata Yasunari
- Montecristo – Martin Suter
- Nullnummer – Umberto Eco
- Der Palast der Meere – Rebecca Gablé
- Paradox: Am Abgrund der Ewigkeit – Phillip P. Peterson
- Pinball 1973 – Haruki Murakami
- Die Puppenspieler von Flore – Lilli Thal
- Quell der Einsamkeit (NA) – Radclyffe Hall
- Reckless. Das goldene Garn – Cornelia Funke
- Revival – Stephen King
- Die rote Königin – Victoria Aveyard
- Runa – Vera Buck
- S. – Das Schiff des Theseus – Doug Dorst und J. J. Abrams
- Ein Sams zu viel – Paul Maar
- Schneeriese – Susan Kreller
- Schweigen (NA) – Endō Shūsaku
- Selbstporträt mit Flusspferd – Arno Geiger
- Sommernovelle – Christiane Neudecker
- Strafe – Håkan Nesser und „Paula Polanski“
- Tamangur – Leta Semadeni
- Der Totenzeichner – Veit Etzold
- Der Totgeglaubte – Eine wahre Geschichte – Michael Punke
- Die Tutoren – Bora Ćosić
- Unschuld – Jonathan Franzen
- Ein untadeliger Mann – Jane Gardam
- Unterwerfung – Michel Houellebecq
- Vielleicht dürfen wir bleiben (Kinderbuch) – Ingeborg Kringeland Hald
- Der Wahrheitsfinder – Donald Antrim
- Was uns bleibt ist jetzt – Meg Wolitzer
- Die weite Sargassosee (neue Üb.) – Jean Rhys
- Wenn der Wind singt – Haruki Murakami
- Wiener Totenlieder – Theresa Prammer
- Zeig dich, Mörder – Louis Begley
- Zeit der Unschuld (neue Üb.) – Edith Wharton

#### Neuausgaben von James-Bond-Romanen
- Der Kunstsammler – John Gardner
- Eisbrecher – John Gardner
- Eine Frage der Ehre – John Gardner
- Niemand lebt ewig – John Gardner
- Das Spiel ist aus – John Gardner

### Weitere Literatur
- Die 120 Tage von Sodom – Christoph Klimke (Libretto)
- Alma und das Genie (Musical) – Tom van Hasselt
- Der Araber von morgen: Eine Kindheit im Nahen Osten (1978–1984) (Graphic Novel – Autobiografie) – Riad Sattouf (Übersetzer: Andreas Platthaus)
- Bagdad. Erinnerungen an eine Weltstadt – Najem Wali
- Biographisches Lexikon für Pommern (Bd. 2); Hrsg.: Dirk Alvermann und Nils Jörn
- Dare to Disappoint: Growing up in Turkey (Graphic Novel) – Özge Samanci
- Deine Briefe lege ich unter die Matratze – Briefwechsel zwischen Astrid Lindgren und Sara Schwardt
- Deutschland. Erinnerungen einer Nation – Neil MacGregor
- Der goldene Käfig (Bilderbuch) – Anna Castagnoli (Autorin) und Carll Cneut (Illustrator)
- Die große Verschwulung (Polemik) – Akif Pirinçci
- Hamilton – Lin-Manuel Miranda
- Der Hauptmann von Köpenick – Heiko Stang (Musik und Gesangstexte)
- Herbstblond (Autobiografie) – Thomas Gottschalk
- Homo Empathicus (Drama) – Rebekka Kricheldorf
- Ignoranz als Staatsschutz? – Max Frisch (postum); Hrsg.: David Gugerli und Hannes Mangold
- Der Kamishibai-Mann (Bilderbuch) – Allen Say
- Das Kapital lesen (1. vollst. dt. Übers.) – Louis Althusser, Étienne Balibar, Roger Establet, Pierre Macherey und Jacques Rancière
- König Arthurs Untergang – J. R. R. Tolkien (postum); Hrsg.: Christopher Tolkien
- Die Menschheit hat den Verstand verloren (Tagebücher 1939–1945) – Astrid Lindgren
- Mohamed – Eine Abrechnung – Hamed Abdel-Samad
- Montaignes Turm (Essays) – Uwe Timm
- Polinas Tagebuch – Polina Scherebzowa
- Rosel von Melaten (illustr. Kinderbuch) – Nikolaus Heidelbach
- Der Rüssel – Wolfgang Bauer (Drama; postum)
- The Story of Kullervo – Verlyn Flieger (nach einem Entwurf J. R. R. Tolkiens)
- Tagebuch eines Bibliothekars (Bd. I und II) – Helmuth Schönauer
- Tristan oder Isolde? Wagner Untold (Drama) – Uwe Hoppe
- Ugly Lies the Bone (Drama) – Lindsey Ferrentino
- Der Vater (Drama; dEA) – Florian Zeller
- Was Google wirklich will – Thomas Schulz
- Zigeuner-Boxer (Drama; Buchausgabe) – Rike Reiniger

## Gestorben
- 01. Januar: Ulrich Beck
- 01. Januar: Kurt Koszyk
- 01. Januar: Miller Williams
- 02. Januar: Yves Rouquette
- 03. Januar: Werner Kopacka
- 04. Januar: Edmund Wnuk-Lipiński
- 07. Januar: Elsa Cayat
- 07. Januar: Tadeusz Konwicki
- 07. Januar: Burkhardt Lindner
- 07. Januar: Bernard Maris
- 07. Januar: Julio Scherer García
- 07. Januar: Otto Ullrich
- 08. Januar: Rita Haub
- 09. Januar: Emil Breisach
- 09. Januar: Michel Jeury
- 11. Januar: Hans-Georg Wiedemann
- 14. Januar: Josef Brukner
- 15. Januar: Arnaldo Calveyra
- 16. Januar: Miriam Akavia
- 17. Januar: George W. Grace
- 18. Januar: Hans Stilett
- 19. Januar: Rajni Kothari
- 19. Januar: Hubert Maessen
- 20. Januar: Georg Lohmeier
- 20. Januar: Alfonsas Nyka-Niliūnas
- 21. Januar: Chin Shunshin
- 23. Januar: Pedro Lemebel
- 24. Januar: Dieter Masuhr
- 26. Januar: Kazimierz Bartoszyński
- 27. Januar: Günther Maria Garzaner
- 27. Januar: Suzette Haden Elgin
- 29. Januar: Kōno Taeko
- 29. Januar: Will McBride
- 29. Januar: Colleen McCullough
- 29. Januar: Rod McKuen
- 29. Januar: Fritz Pawelzik
- 29. Januar: Claus Uhlig
- 30. Januar: Carl Djerassi
- 30. Januar: Irene Greven
- 02. Februar: Lothar Deplazes
- 05. Februar: Heinz-Peter Baecker
- 05. Februar: Hansjakob Stehle
- 06. Februar: Peter Abraham
- 06. Februar: André Brink
- 06. Februar: Assia Djebar
- 06. Februar: Willy Purucker
- 07. Februar: Herold Belger
- 07. Februar: Uğurcan Yüce
- 08. Februar: Margarete Müller-Henning
- 09. Februar: Roman Frister
- 11. Februar: Anne Cuneo
- 13. Februar: Geneviève Dormann
- 14. Februar: Bernd Dost
- 14. Februar: Philip Levine
- 14. Februar: Christian Sigrist
- 14. Februar: Hans-Jürgen Teuteberg
- 16. Februar: John Davies
- 16. Februar: Ernst Röhl
- 19. Februar: Alfred Leman
- 20. Februar: Erwin Lademann
- 21. Februar: Daniel Topolski
- 23. Februar: James Aldridge
- 24. Februar: Hanswilhelm Haefs
- 24. Februar: Delfried Kaufmann
- 24. Februar: Bertrice Small
- 25. Februar: Charlotte Bechstein
- 26. Februar: Pere Maria Orts i Bosch
- 26. Februar: Fritz J. Raddatz
- 26. Februar: Avijit Roy
- 27. Februar: Leonard Nimoy
- 28. Februar: Clifford Edmund Bosworth
- 28. Februar: Yaşar Kemal
- 28. Februar: Matsutani Miyoko
- 01. März: Joshua Fishman
- 01. März: Kurt Imhof
- 01. März: H. C. Petersen
- 02. März: Gerhard Isermann
- 02. März: Joseph Kohnen
- 02. März: Johannes Kunisch
- 02. März: Mal Peet
- 05. März: Rolf Persch
- 06. März: Walter Biemel
- 08. März: Wolfgang Wieland
- 09. März: H. H. ter Balkt
- 10. März: Harri Pritchard Jones
- 11. März: Walter Burkert
- 12. März: Luzmaría Jiménez Faro
- 12. März: Terry Pratchett
- 13. März: Jacques Bron
- 14. März: Walentin Rasputin
- 14. März: Günther Wirth
- 15. März: Peter Neitzke
- 16. März: Johanna Hoffmann
- 18. März: Grace Ogot
- 19. März: Safet Plakalo
- 19. März: Mordecai Roshwald
- 23. März: Herberto Helder
- 24. März: Astrīde Ivaska
- 25. März: Ilse Hangert
- 25. März: Karlheinz Ingenkamp
- 26. März: Luís Miguel Rocha
- 26. März: Tomas Tranströmer
- 2*. März: David Axmann
- 30. März: Karl Alexander
- 30. März: Rudolf C. Bettschart
- 30. März: Roger Slifer
- 31. März: Ad den Besten
- 31. März: Roland Links
- 02. April: Bob Grumman
- 02. April: Abdelhadi Tazi
- 03. April: Traute Foresti
- 04. April: Klaus Rifbjerg
- 06. April: Walter Haubrich
- 08. April: Jayakanthan
- 08. April: Hermann Schweppenhäuser
- 09. April: Ulrich Weber
- 10. April: Judith Malina
- 11. April: François Maspero
- 13. April: Eduardo Galeano
- 13. April: Günter Grass
- 14. April: Klaus Bednarz
- 14. April: Muhammad Rassoul
- 16. April: Birgit Rommelspacher
- 18. April: Michael Theunissen
- 19. April: Christopher Alan Bayly
- 19. April: Raymond Carr
- 19. April: Kristian Olsen
- 20. April: Frederic Morton
- 21. April: M. H. Abrams
- 21. April: Elisabeth Axmann
- 22. April: Helmut Schnelle
- 22. April: Gerhard Wehr
- 23. April: Christian Berthelsen
- 23. April: Richard Corliss
- 24. April: Władysław Bartoszewski
- 24. April: Hans Krämer
- 25. April: Matthias Kuhle
- 25. April: Siegfried Mattl
- 27. April: Hans H. F. Henning
- 27. April: Justus Müller Hofstede
- 28. April: Marcia Brown
- 29. April: Ruth Bunkenburg
- 29. April: Carola Matthiesen
- 29. April: Walter Rüegg
- 30. April: Thilo Götze Regenbogen
- 30. April: William Pfaff
- 01. Mai: Rolf Bergmann
- 02. Mai: Michael Blake
- 02. Mai: Ruth Rendell
- 03. Mai: Walter Foelske
- 03. Mai: Eberhard Lämmert
- 03. Mai: Hiroshi Osada
- 04. Mai: Wolfgang Suppan
- 06. Mai: Michael O’Brien
- 06. Mai: Siegfried Wichmann
- 07. Mai: Claude Durand
- 07. Mai: Albrecht B. Strauss
- 08. Mai: Hubert Bär
- 09. Mai: Odo Marquard
- 09. Mai: Christopher Wood
- 10. Mai: Julien Dunilac
- 11. Mai: Jef Geeraerts
- 12. Mai: Peter Gay
- 13. Mai: Marcus Brühl
- 13. Mai: Michael Steindl
- 14. Mai: Jean Pliya
- 16. Mai: Stavros Mentzos
- 17. Mai: Oscar Collazos
- 17. Mai: Chōkitsu Kurumatani
- 18. Mai: Wolf von Schilgen
- 19. Mai: Dieter Bartetzko
- 19. Mai: Robert S. Wistrich
- 20. Mai: Gust van Brussel
- 23. Mai: Moyra Caldecott
- 24. Mai: Tanith Lee
- 25. Mai: Robert E. Margroff
- 28. Mai: Hans Bender
- 28. Mai: Charles Hannam
- 29. Mai: Walter Mossmann
- 29. Mai: Käthe Recheis
- 30. Mai: Alfred Neven DuMont
- 30. Mai: Harro Segeberg
- 31. Mai: Eberhard Dünninger
- 03. Juni: Eugene Kennedy
- 04. Juni: Arno Klönne
- 04. Juni: Hermann Zapf
- 06. Juni: Vincent Bugliosi
- 06. Juni: Ludvík Vaculík
- 07. Juni: Ihor Rossochowatskyj
- 07. Juni: Paul Sahner
- 08. Juni: Paul Bacon
- 08. Juni: Harry Böseke
- 08. Juni: Charles W. Runyon
- 09. Juni: Jochen Bepler
- 10. Juni: Wolfgang Jeschke
- 12. Juni: Peter Boerner
- 12. Juni: René Schweizer
- 13. Juni: Drs. P
- 13. Juni: Lothar Gruchmann
- 13. Juni: Osamu Takahashi
- 14. Juni: Werner M. Bauer
- 15. Juni: Harry Rowohlt
- 15. Juni: Josef Topol
- 16. Juni: Diethelm Brüggemann
- 16. Juni: Ernst Eggimann
- 16. Juni: Jean Vautrin
- 17. Juni: Nelson Doubleday Jr.
- 19. Juni: Gley Eyherabide
- 19. Juni: James Salter
- 21. Juni: Veijo Meri
- 21. Juni: Arved Viirlaid
- 22. Juni: Gabriele Wohmann
- 23. Juni: Klaus Steinhaußen
- 25. Juni: Jamie Reid
- Anf. Juli: Utta Danella
- 01. Juli: Dieter P. Meier-Lenz
- 02. Juli: Inge Lammel
- 02. Juli: David Read
- 05. Juli: Hilde Leiter
- 06. Juli: Wojciech Albiński
- 06. Juli: Harald K. Hülsmann
- 08. Juli: Ruth Kraft
- 08. Juli: James Tate
- 10. Juli: Frank Möbus
- 11. Juli: Patricia Crone
- 11. Juli: Tom Piccirilli
- 12. Juli: Chenjerai Hove
- 13. Juli: Campbell Smith
- 13. Juli: Martin Litchfield West
- 13. Juli: Gerhard Zwerenz
- 15. Juli: Hans Barlach
- 16. Juli: Jack Goody
- 17. Juli: Owen Chadwick
- 17. Juli: Egbert Koolman
- 17. Juli: Anton Sterzl
- 18. Juli: Urve Karuks
- 19. Juli: Jörg Kaehler
- 20. Juli: Tsurumi Shunsuke
- 21. Juli: E. L. Doctorow
- 21. Juli: Renate Rasp
- 23. Juli: Horst Neubert
- 23. Juli: Gerhard Nickel
- 23. Juli: Ulrich Zieger
- 24. Juli: Corsino Fortes
- 24. Juli: Ernst Trost
- 25. Juli: Klara Köttner-Benigni
- 25. Juli: Dieter Kühn
- 25. Juli: Heinz Ritter
- 26. Juli: Wolfgang Donsbach
- 26. Juli: Ann Rule
- 26. Juli: Sebastiano Vassalli
- 28. Juli: David Faber
- 28. Juli: Friedrich Wille
- 29. Juli: Stephen Ellis
- 29. Juli: Gert Haedecke
- 31. Juli: Jörg Bartel
- 31. Juli: Hans Schafgans
- 01. August: Bernard d’Espagnat
- 03. August: Agawa Hiroyuki
- 03. August: Carol Brown Janeway
- 03. August: Robert Conquest
- 04. August: Siegfried Schnabl
- 05. August: Richard W. Dill
- 05. August: Ana Hatherly
- 06. August: Beth Brant
- 07. August: Carl Bianga
- 09. August: Coyote
- 12. August: Jaakko Hintikka
- 12. August: Philipp Luidl
- 14. August: Jizchak Orpas
- 15. August: Rafael Chirbes
- 16. August: Alfred Gottwaldt
- 17. August: Arsen Dedić
- 18. August: Mario Angelo
- 19. August: Egon Bahr
- 19. August: Hans-Peter Drögemüller
- 19. August: Antonio Larreta
- 19. August: Maria Voderholzer
- 20. August: Zuzana Brabcová
- 20. August: Christel Looks-Theile
- 20. August: Andrei Woinowski
- 21. August: Walter Hinck
- 22. August: Walter Höher
- 22. August: Peter Lundgreen
- 22. August: Saskia Richter
- 22. August: Trixini
- 23. August: Marliese Fuhrmann
- 24. August: David Andrew Trotter
- 26. August: Peter Kern
- 26. August: Georg A. Weth
- 29. August: Wayne Dyer
- 29. August: Jean Louvet
- 29. August: Philipp Schmitz
- 30. August: Klaus-Joachim Lorenzen-Schmidt
- 30. August: Oliver Sacks
- 31. August: Barbara Brecht-Schall
- 02. September: Denis Roche
- 04. September: Jean Darling
- 04. September: Rainer Kirsch
- 04. September: Max Kruse
- 04. September: Warren Murphy
- 04. September: Joel Rufino dos Santos
- 05. September: Armin Reese
- 06. September: Helmut Schranz
- 08. September: Basil Johnston
- 08. September: Andrew Kohut
- 08. September: Carlo Schäfer
- 08. September: Joost Zwagerman
- 09. September: Annemarie Bostroem
- 09. September: Fred Deux
- 09. September: Reinhard Kiesler
- 09. September: Jørgen Sonne
- 09. September: Christof Stählin
- 10. September: Kosmas Koroneos
- 10. September: Elisabeth Schulz-Semrau
- 11. September: Rudolf Radke
- 11. September: Wolfgang Sieg
- 12. September: Walter Friedrich
- 12. September: Frank D. Gilroy
- 13. September: Jean-Christophe Ammann
- 13. September: Klaus Behnke
- 13. September: Stanley Hoffmann
- 13. September: Carl E. Schorske
- 15. September: Werner Krenkel
- 15. September: Hugo Wolfram
- 16. September: Dieter Breuers
- 16. September: Nicholas Henshall
- 17. September: Nelo Risi
- 17. September: Wolfgang Zucht
- 18. September: Anthony C. Winkler
- 19. September: Jackie Collins
- 20. September: Volker Kühn
- 20. September: Jack Larson
- 20. September: C. K. Williams
- 22. September: Rainer Castor
- 22. September: John McNeill
- 22. September: Hans-Joachim Seeler
- 23. September: Jean-Marie Drot
- 23. September: Juri Elperin
- 24. September: Urs Herzog
- 24. September: Ellis Kaut
- 24. September: Brian Lecomber
- 24. September: Beatrix Mesmer
- 25. September: Hugo Gutiérrez Vega
- 27. September: Ingrid Galster
- 28. September: Frank Martinus Arion
- 28. September: Arnim Juhre
- 29. September: Hellmuth Karasek
- 30. September: Hubert Gerlach
- 30. September: Alfred Schickel
- 01. Oktober: Gottfried Schatz
- 02. Oktober: Brian Friel
- 03. Oktober: Nene Adams
- 04. Oktober: Eduardo Pavlovsky
- 04. Oktober: Ulf G. Stuberger
- 05. Oktober: Grace Lee Boggs
- 05. Oktober: Ana Diosdado
- 05. Oktober: Henning Mankell
- 05. Oktober: Niall Rudd
- 06. Oktober: Christine Arnothy
- 06. Oktober: Robert Dachs
- 06. Oktober: Charles Gillispie
- 06. Oktober: Árpád Göncz
- 06. Oktober: Vladimir Shlapentokh
- 08. Oktober: Gion Deplazes
- 08. Oktober: Anni Kroll
- 09. Oktober: Eric Wright
- 09. Oktober: Zdravko Zupan
- 11. Oktober: Robert Ellrodt
- 11. Oktober: Rüdiger Steinlein
- 11. Oktober: Hermann Weiß
- 12. Oktober: Hong Yun-suk
- 13. Oktober: Rosalyn Baxandall
- 15. Oktober: Rudolf Debiel
- 16. Oktober: Vera Baker Williams
- 17. Oktober: Edwin Wolfram Dahl
- 18. Oktober: Gamal al-Ghitani
- 20. Oktober: Arno Gruen
- 20. Oktober: Hermann O. Lauterbach
- 22. Oktober: Çetin Altan
- 22. Oktober: Jürgen Henkys
- 22. Oktober: Heinrich Kraus
- 23. Oktober: Helmut Clahsen
- 25. Oktober: David Cesarani
- 25. Oktober: Lisa Jardine
- 25. Oktober: Lothar Knapp
- 25. Oktober: Hans Joachim Koppitz
- 26. Oktober: Penelope Houston
- 26. Oktober: Karl Pisa
- 27. Oktober: Ayerdhal
- 27. Oktober: Alfons Frenzel
- 28. Oktober: Erich Bärmeier
- 28. Oktober: Antonina Kymytwal
- 29. Oktober: Franz Thaler
- 31. Oktober: Thomas Blatt
- 31. Oktober: Dominique Paladilhe
- 31. Oktober: Ryūzō Saki
- 02. November: Antonio Dal Masetto
- 02. November: Frank-Lothar Hossfeld
- 02. November: Edward Soja
- 03. November: Helmut Dubiel
- 04. November: Seymour Chatman
- 04. November: Dante Andrea Franzetti
- 04. November: René Girard
- 04. November: Karl-Heinz Jakobs
- 05. November: Hans Mommsen
- 07. November: Otto Hildebrandt
- 07. November: Thomas Ohlemacher
- 09. November: Ernst Fuchs
- 10. November: André Glucksmann
- 10. November: Theo Kars
- 10. November: Helmut Schmidt
- 10. November: Alix d’Unienville
- 11. November: Theodor J. Reisdorf
- 11. November: Tage Skou-Hansen
- 11. November: Reinhold Otto Werner
- 13. November: Fabian Stech
- 14. November: Johann Legner
- 14. November: Mariella Ourghi
- 15. November: Gisèle Prassinos
- 18. November: Dieter Bongartz
- 18. November: Werner Morlang
- 18. November: Rudolf von Thadden
- 20. November: Adolf Eichenseer
- 20. November: Lex Jacoby
- 24. November: Perry A. Chapdelaine
- 24. November: Heinz Oberhummer
- 24. November: Aurora Venturini
- 25. November: Lennart Hellsing
- 25. November: Klaus-Peter Hertzsch
- 26. November: Noboru Karashima
- 27. November: Xosé Alvilares Moure
- 27. November: Philip Edwards
- 27. November: Karin Friedrich
- 28. November: Mark Behr
- 28. November: Luc Bondy
- 28. November: José Mendiluce Pereiro
- 29. November: Christopher Middleton
- 30. November: Walter Hilsbecher
- 30. November: Fatima Mernissi
- 30. November: Shigeru Mizuki
- 30. November: Eldar Rjasanow
- 30. November: Steve Shagan
- 01. Dezember: Manfred Blechschmidt
- 01. Dezember: Edwar al-Charrat
- 02. Dezember: Matthias Horndasch
- 02. Dezember: Heinz Kahlow
- 04. Dezember: Raimund le Viseur
- 05. Dezember: Claudia Lössl
- 05. Dezember: William McIlvanney
- 06. Dezember: Gerhard Hoch
- 09. Dezember: Akiyuki Nosaka
- 09. Dezember: Els Oksaar
- 10. Dezember: Roswitha Bitterlich
- 11. Dezember: Ernst Lewinger
- 11. Dezember: Erika Rauschning
- 11. Dezember: Gaston Salvatore
- 12. Dezember: Federico B. Kirbus
- 13. Dezember: Benedict Anderson
- 13. Dezember: Dorothea Kuhn
- 15. Dezember: Tom Arden
- 15. Dezember: Holda Schiller
- 16. Dezember: Herbert Brödl
- 16. Dezember: Peter Dickinson
- 16. Dezember: Xosé Fernández Ferreiro
- 17. Dezember: Andrew Cayton
- 18. Dezember: Sieghard Brandenburg
- 18. Dezember: Raymond Tschumi
- 19. Dezember: Karl Rennstich
- 19. Dezember: Edgar Rosenberg
- 21. Dezember: Gerhard P. Knapp
- 22. Dezember: Rolf Bossi
- 22. Dezember: Alain Gandy
- 23. Dezember: Jean-Marie Pelt
- 24. Dezember: Andreas Lixl
- 24. Dezember: Caterina Pascual Söderbaum
- 24. Dezember: Ines Rieder
- 24. Dezember: Christoph Schwandt
- 25. Dezember: Horst Friedrich
- 25. Dezember: George Clayton Johnson
- 27. Dezember: Aidan Higgins
- 27. Dezember: Sidney W. Mintz
- 28. Dezember: Chris Barnard
- 28. Dezember: Manfred Thiele
- 29. Dezember: Michael Heim
- 29. Dezember: Ruth Mohrmann
- 30. Dezember: Herman Bianchi
- ungenannt: Robert Carter

## Literaturpreise 2015

### Deutsche Literaturpreise
- Adelbert-von-Chamisso-Preis: Sherko Fatah (Hauptpreis); Olga Grjasnowa und Martin Kordić (Förderpreise)
- Alfred Döblin-Medaille: Martin Kordić
- Alfred-Döblin-Preis: Natascha Wodin
- Alfred-Kerr-Preis für Literaturkritik: Manfred Papst
- Annette-von-Droste-Hülshoff-Preis: Cornelia Funke
- aspekte-Literaturpreis: Superposition von ♀Kat Kaufmann
- Bayerischer Buchpreis:
  - Belletristik: Rosenstengel von Angela Steidele
  - Sachbuch: Kafka. Die frühen Jahre von Reiner Stach
  - Ehrenpreis des Bayerischen Ministerpräsidenten: Cornelia Funke
- Berliner Literaturpreis: Olga Martynowa
- Berliner Preis für Literaturkritik: Daniela Strigl
- Bremer Literaturpreis: Marcel Beyer für Graphit (Gedichte; Hauptpreis); Nadja Küchenmeister für Unter dem Wacholder (Gedichte; Förderpreis)
- Buchpreis der Stiftung Ravensburger Verlag: Vea Kaiser für Makarionissi oder Die Insel der Seligen
- Carl-Amery-Literaturpreis: Norbert Niemann
- Carl-Zuckmayer-Medaille: Bruno Ganz
- Clemens-Brentano-Preis: Saskia Hennig von Lange für Zurück zum Feuer
- Comicbuchpreis: Madgermanes von Birgit Weyhe
- Crime Cologne Award: Bernhard Aichner für Totenfrau
- Debütpreis des Buddenbrookhauses: Verena Boos für Blutorangen
- Deutscher Buchpreis: Die Erfindung der Roten Armee Fraktion durch einen manisch-depressiven Teenager im Sommer 1969 von Frank Witzel
- Deutscher Hörbuchpreis – Bestes Sachhörbuch: Das Hohe Haus. Ein Jahr im Parlament von Roger Willemsen
- Deutscher Jugendliteraturpreis:
  - Bilderbuch: Herr Schnuffels von David Wiesner (Text, Illustration), Paula Hagemeier (Übersetzung)
  - Kinderbuch: Der Träumer von Pam Muñoz Ryan (Text), Peter Sís (Illustration), Anne Braun (Übersetzung)
  - Jugendbuch: Schneeriese von Susan Kreller (Text)
  - Sachbuch: Und dann platzt der Kopf von Christina Röckl (Text, Illustration)
  - Preis der Jugendjury: Letztendlich sind wir dem Universum egal von David Levithan (Text), Martina Tichy (Übersetzung)
  - Sonderpreis für das Gesamtwerk: Sabine Friedrichson (Illustratorin)
- Deutscher Science-Fiction-Preis:
  - Bester Roman: Alpha & Omega: Apokalypse für Anfänger von Markus Orths
  - Beste Kurzgeschichte: Knox von Eva Strasser
- Droste-Preis: Judith Schalansky; Förderpreis: Teresa Präauer
- Düsseldorfer Literaturpreis: Michael Köhlmeier
- Eichendorff-Literaturpreis: Nico Bleutge
- Elisabeth-Langgässer-Literaturpreis: Peter Härtling
- Ernst-Bloch-Preis: Axel Honneth (Hauptpreis) und Ann Cotten (Förderpreis)
- Ernst-Johann-Literaturpreis: Wilhelm von Sternburg
- Ernst-Robert-Curtius-Preis für Essayistik: Josef Isensee; Förderpreis: Philipp Felsch
- Ernst-Toller-Preis: Katja Petrowskaja
- Eugen-Helmlé-Übersetzerpreis: Hinrich Schmidt-Henkel
- Friedrich-Hebbel-Preis: Christopher Ecker
- Friedrich-Hölderlin-Preis der Stadt Bad Homburg: Michael Kleeberg; Teresa Präauer (Förderpreis)
- Georg-Büchner-Preis: Rainald Goetz
- Gerty-Spies-Literaturpreis: Ursula Krechel
- Grimmelshausen-Preis: Robert Seethaler für Ein ganzes Leben (Hauptpreis); Verena Boos für Blutorangen (Förderpreis)
- Günter-Eich-Preis für Hörspiele: Ror Wolf
- Gustav-Heinemann-Friedenspreis: John Boyne für So fern wie nah
- Heinrich-Böll-Preis: Herta Müller
- Heinrich-Mann-Preis: Adam Zagajewski
- Heinrich-Maria-Ledig-Rowohlt-Preis für Übersetzer: Hainer Kober „für die Übertragung zahlreicher bedeutsamer erzählender Sachtexte“
- Hermann-Kesten-Preis: Madjid Mohit (Sujet Verlag)
- Hotlist: Kookbooks für Risiko und Idiotie. Streitschriften von Monika Rinck
- Jane-Scatcherd-Preis für Übersetzer: Moshe Kahn für seine Übersetzung des Romans Horcynus Orca von Stefano D’Arrigo
- Jean-Paul-Preis: Gerhard Roth
- Jeanette Schocken Preis: Gerhard Roth
- Johann-Heinrich-Merck-Preis: Gabriele Goettle
- Johann-Heinrich-Voß-Preis für Übersetzung: Anne Birkenhauer
- Joseph-Breitbach-Preis: Thomas Lehr
- Julius-Campe-Preis: Denis Scheck
- Kasseler Literaturpreis: Frank Schulz (Hauptpreis); Arno Camenisch (Förderpreis)
- Klaus-Michael Kühne-Preis: Die Glücklichen von Kristine Bilkau
- Kleist-Preis: Monika Rinck
- Kleist-Förderpreis: Lukas Linder für Der Mann aus Oklahoma
- Klopstock-Preis für neue Literatur: Ann Cotten (Hauptpreis); Mario Schneider (Förderpreis)
- Kranichsteiner Literaturpreis: Esther Kinsky, insbesondere für Am Fluss
- Kurt-Tucholsky-Preis für literarische Publizistik: Jochanan Trilse-Finkelstein
- Leonhard-Frank-Preis: Terrorkind von Karsten Laske
- Lessing-Preis des Freistaates Sachsen: Carolin Emcke; Förderpreise: Julius Fischer und Wolfram Höll
- Lieblingsbuch des Jahres des unabhängigen Buchhandels: Altes Land von Dörte Hansen
- Literaturpreis Ruhr: Sascha Reh (Hauptpreisträger)
- Luchs des Jahres: Der Traum von Olympia von Reinhard Kleist
- Ludwig-Börne-Preis: Jürgen Kaube
- Ludwig-Uhland-Preis: Bernhard Fischer
- Lüttjepütt-Preis: Heidrun Schlieker
- Mainzer Stadtschreiber: Feridun Zaimoglu
- Mara-Cassens-Preis: Blutorangen von Verena Boos
- Marieluise-Fleißer-Preis: Ulrich Peltzer
- Marie Luise Kaschnitz-Preis: Lutz Seiler
- Melusine-Huss-Preis: Verbrecher Verlag für Bodentiefe Fenster von Anke Stelling
- Mörike-Preis der Stadt Fellbach: Jan Wagner (Hauptpreis); Andre Rudolph (Förderpreis)
- Mülheimer Dramatikerpreis: Ewald Palmetshofer für die unverheiratete
- Mülheimer KinderStückePreis: Carsten Brandau für Dreier steht Kopf
- Nachwuchspreis deutschsprachige Autorinnen und Autoren: Stefanie Höfler für Mein Sommer mit Mucks
- NDR Kultur Sachbuchpreis: Die schwarze Macht: Der »Islamische Staat« und die Strategen des Terrors von Christoph Reuter
- Nicolas-Born-Preis: Lukas Bärfuss (Hauptpreis); Daniela Krien (Debütpreis)
- Oldenburger Kinder- und Jugendbuchpreis: Dahlenberger von Florian Wacker
- Paul-Celan-Preis: Moshe Kahn für sein Gesamtwerk als Übersetzer
- Paul-Scheerbart-Preis für Übersetzer: Rainer G. Schmidt für seine Übersetzung ausgewählter Gedichte von Wallace Stevens
- Peter-Huchel-Preis für Lyrik: Zum Wasser will alles Wasser will weg von Paulus Böhmer
- Peter-Weiss-Preis 2014/15: Ulrich Peltzer
- Das politische Buch: Thomas Piketty für Das Kapital im 21. Jahrhundert
- postpoetry.NRW (Auswahl): Willi Achten, Guy Helminger, Thomas Kade, Adrian Kasnitz
- Preis der Leipziger Buchmesse:
  - Belletristik: Regentonnenvariationen (Lyrik) von Jan Wagner
  - Sachbuch/Essayistik: Die neue Ordnung auf dem alten Kontinent. Eine Geschichte des neoliberalen Europa von Philipp Ther
  - Übersetzung: Judas von Amos Oz in der Übersetzung von Mirjam Pressler
- Preis der LiteraTour Nord: Michael Köhlmeier
- Preis der SWR-Bestenliste: Esther Kinsky mit Am Fluss
- Reiner-Kunze-Preis: Uwe Kolbe
- Rheingau Literatur Preis: Klaus Modick für Konzert ohne Dichter
- Ricarda-Huch-Preis: Barbara Honigmann
- Robert-Gernhardt-Preis:
  - Gila Lustiger für ihr Romanprojekt Die Entronnenen
  - Annika Scheffel für ihr Romanprojekt Hier ist es schön
- Roswitha-Preis: Gabriele Goettle
- Schubart-Literaturpreis: Katja Petrowskaja (Hauptpreis); Karen Köhler (Förderpreis)
- Schwäbischer Literaturpreis:
  - 1. Preis: Michael Lichtwarck-Aschoff für Die Hände des Onkels
  - 2. Preis: Florian Wacker
  - 3. Preis: Matthias Kehle
  - Sonderpreis für junge Autoren: Linda Achberger
- Seraph (Bester phantastischer Roman): Die Seiten der Welt von Kai Meyer
- Silberne Feder: Anders von Andreas Steinhöfel
- Thaddäus-Troll-Preis: Carolin Callies für fünf sinne & nur ein besteckkasten (Lyrik)
- Thomas-Mann-Preis: Lars Gustafsson
- Tukan-Preis: Gold in den Straßen von Lilian Loke
- Übersetzerpreis der Landeshauptstadt München: Melanie Walz
- Ungewöhnlichster Buchtitel des Jahres: Aufgeben ist keine Lösung. Außer bei Paketen von Patrick Salmen und Quichotte
- Uwe-Johnson-Förderpreis: Mirna Funk für Winternähe
- Vincent Preis (Auswahl):
  - Kurzgeschichte: Richard Lorenz für So dunkel die Nacht
  - Roman: Jörg Kleudgen für Teatro Oscura
  - Anthologie: Constantin Dupien (Hg.) für Mängelexemplare – Haunted
  - Internationales Literaturwerk: Clive Barker für Das scharlachrote Evangelium
- Walter-Serner-Preis: Jin Mao von Ulrike Syha und Osmans 19. Problem von Rochus Stordeur
- Werner-Bergengruen-Preis: Felicitas Hoppe
- Wilhelm-Raabe-Literaturpreis: Clemens J. Setz für Die Stunde zwischen Frau und Gitarre
- Wolfgang-Weyrauch-Förderpreis: Anja Kampmann und Özlem Özgül Dündar

### Internationale Literaturpreise
- American Book Awards (Auswahl):
  - Marlon James: A Brief History of Seven Killings (dt.: Eine kurze Geschichte von sieben Morden)
  - Naomi Klein: This Changes Everything: Capitalism vs. The Climate
- Andrew Carnegie Medals for Excellence in Fiction and Nonfiction:
  - Fiction: All the Light We Cannot See von Anthony Doerr
  - Nonfiction: Just Mercy: A Story of Justice and Redemption von Bryan Stevenson
- Anisfield-Wolf Book Award (Auswahl):
  - Fiction: A Brief History of Seven Killings (dt.: Eine kurze Geschichte von sieben Morden) von Marlon James
  - Poetry: The New Testament von Jericho Brown
  - Lebenswerk: David Brion Davis
- Anna Seghers-Preis: Nino Haratischwili
- Anton-Wildgans-Preis: Erich Hackl
- Arthur C. Clarke Award: Station Eleven von Emily St. John Mandel
- Aschehoug-Literaturpreis: Vigdis Hjorth
- Astrid-Lindgren-Gedächtnis-Preis: PRAESA (Project for the Study of Alternative Education in South Africa)
- Astrid-Lindgren-Preis (Schweden): Mårten Sandén
- August-Preis (Auswahl):
  - Belletristik: Allt jag inte minns von Jonas Hassen Khemiri
  - Fachbuch: Min europeiska familj. De senaste 54 000 åren von Karin Bojs
- Baileys Women’s Prize for Fiction: How to Be Both von Ali Smith
- Bancroft-Preis (Auswahl): Empire of Cotton: A Global History von Sven Beckert
- Barry Ronge Fiction Prize: Damon Galgut für Arctic Summer
- Basler Lyrikpreis: José F. A. Oliver
- Bellman-Preis: Barbro Lindgren
- BMF-Plakette:
  - Erwachsenenliteratur: Allt jag inte minns von Jonas Hassen Khemiri
  - Kinder- und Jugendliteratur: Ishavspirater von Frida Nilsson
- Bokhandlerprisen: Bienes historie von Maja Lunde
- Bollinger Everyman Wodehouse Prize: Alexander McCall Smith für Fatty O’Leary’s Dinner Party
- Brageprisen:
  - Belletristik für Erwachsene: Lars Saabye Christensen für Magnet
  - Kinder- und Jugendliteratur: Torun Lian für Reserveprinsesse Andersen
  - Sachliteratur: Morten A. Strøksnes für Havboka. Eller kunsten å fange en kjempehai fra en gummibåt på et stort hav gjennom fire årstider
  - Offene Klasse (2015 = Krimi): Kjell Ola Dahl für Kureren
  - Ehrenpreis: Einar Økland
- Breslauer Lyrikpreis Silesius:
  - Gesamtwerk: Jacek Podsiadło
  - Buch des Jahres: Przedmiar robót von Marcin Sendecki
  - Debüt des Jahres: Nauka o ptakach von Michał Książek
- Bruno-Kreisky-Preis für das politische Buch (Auswahl):
  - Hauptpreis: Axel Honneth für Die Idee des Sozialismus
  - Publizistisches Gesamtwerk: Anton Pelinka
- Buchpreis der Salzburger Wirtschaft: Kathrin Röggla
- Bündner Literaturpreis: Angelika Overath
- Caine Prize for African Writing: The Sack von Namwali Serpell
- Cervantespreis: Fernando del Paso
- Cholmondeley Award (Auswahl): Christopher Middleton
- Compton Crook Award: Salvage von Alexandra Duncan
- Constantijn Huygensprijs: Adriaan van Dis
- Cordwainer Smith Rediscovery Award: Clark Ashton Smith
- Costa Book Award:
  - Roman: A God in Ruins (dt. Glorreiche Zeiten) von Kate Atkinson
  - Erster Roman: The Loney von Andrew Michael Hurley
  - Kinderbuch: The Lie Tree von Frances Hardinge (auch Costa Book of the Year)
  - Lyrik: 40 Sonnets von Don Paterson
  - Biografie: The Invention of Nature: How Alexander Von Humboldt Revolutionized Our World von Andrea Wulf
- Critics’ Circle Theatre Award/Bestes neues Theaterstück: Hangmen von Martin McDonagh
- David Cohen Prize: Tony Harrison
- Dayton Literary Peace Prize (Auswahl):
  - Fiction: The Great Glass Sea von Josh Weil
  - Fiction Runner-up: All the Light We Cannot See von Anthony Doerr
  - Nonfiction: Just Mercy: A Story of Justice and Redemption von Bryan Stevenson
  - Holbrooke Award for Lifetime Achievement: Gloria Steinem
- De Inktaap: La Superba von Ilja Leonard Pfeijffer
- Deutsch-Italienischer Übersetzerpreis:
  - Für die beste Übersetzung: Moshe Kahn für die Übersetzung von Horcynus Orca von Stefano D’Arrigo
  - Für das Lebenswerk: Ragni Maria Gschwend
- DR Romanpreis: Godhavn von Iben Mondrup
- Duff Cooper Prize: Schubert’s Winter Journey: Anatomy of an Obsession von Ian Bostridge
- ECI-Literaturpreis: Het hout von Jeroen Brouwers
- Endeavour Award: Last Plane to Heaven von Jay Lake (postum)
- Erdal-Öz-Literaturpreis: Orhan Pamuk
- Erich-Fried-Preis: Dorothee Elmiger
- Ernst-Jandl-Preis für Lyrik: Franz Josef Czernin
- Ethel Wilson Fiction Prize: The World Before Us von Aislinn Hunter
- Euregio-Schüler-Literaturpreis: Ich nannte ihn Krawatte von Milena Michiko Flašar
- Europäischer Märchenpreis: Kristin Wardetzky
- Färöischer Literaturpreis für schöngeistige Literatur: Carl Jóhan Jensen
- FIL-Preis: Enrique Vila-Matas
- Finnischer Krimipreis (Auswahl):
  - National: Kati Hiekkapelto für Suojattomat (dt. Die Schutzlosen)
  - International: Indrek Hargla für die „Apotheker-Melchior-Reihe“
- Forward Poetry Prize:
  - Best Collection: Citizen: An American Lyric von Claudia Rankine
  - Best Single Poem: The Mighty Hudson von Claire Harman
- Franz-Hessel-Preis: Ulrich Peltzer für Das bessere Leben und Michaël Ferrier für Mémoires d’outre-mer
- Franz-Kafka-Preis: Eduardo Mendoza
- Frost Medal: Kamau Brathwaite
- Geoffrey Faber Memorial Prize: Spill Simmer Falter Wither von Sara Baume
- Gert-Jonke-Preis: Julian Schutting
- Geschwister-Scholl-Preis: Kritik der schwarzen Vernunft von Achille Mbembe
- Goldsmiths Prize: Kevin Barry für Beatlebone
- Governor General’s Award for Fiction (französ.): Six degrés de liberté von Nicolas Dickner
- Grand Prix C.-F. Ramuz: Catherine Safonoff
- Grand Prix de l’Imaginaire (Auswahl):
  - Französischsprachiger Roman: Christophe Lambert, Aucun homme n’est une île
  - Fremdsprachiger Roman: Peter F. Hamilton, La Grande Route du Nord
  - Französischsprachige Erzählung: Sylvie Lainé, L’Opéra de Shaya
  - Fremdsprachige Erzählung: Paolo Bacigalupi, La Fille-flûte et autres fragments de futurs brisés
  - Französischsprachiger Jugendroman: Jean-Luc Marcastel, La Seconde vie de d’Artagnan
  - Fremdsprachiger Jugendroman: Ransom Riggs, Miss Peregrine et les enfants particuliers
- Grand Prix de Poésie: Philippe Beck
- Grand Prix du Roman: Les Prépondérants von Hédi Kaddour und 2084 : la fin du monde von Boualem Sansal
- Grand Prix du Théâtre: Joël Pommerat
- Grand Prix littéraire de l’Afrique noire: Les Maquisards von Hemley Boum
- Grand prix de littérature policière (National): Derrière les panneaux il y a des hommes von Joseph Incardona
- Griffin Poetry Prize:
  - Kanadisch: Blue Sonoma von Jane Munro
  - International: The Stairwell von Michael Longley
- Das große Buch – 1. Platz: Suleika öffnet die Augen von Gusel Jachina
- Großer Preis des Samfundet De Nio: Sara Stridsberg
- Guardian Children’s Fiction Prize: A Song for Ella Grey von David Almond
- H. C. Artmann-Stipendium: Boris Chersonskij
- Hawthornden Prize: Nora Webster von Colm Tóibín
- Hohenemser Literaturpreis: Das Fest des ersten Morgens von Que Du Luu
- Holger Drachmann-legatet: Pia Juul
- Independent Foreign Fiction Prize: The End of Days (dt. Aller Tage Abend) von Jenny Erpenbeck
- Ingeborg-Bachmann-Preis: Nora Gomringer: Recherche
- Internationaler Friedrich-Nietzsche-Preis: Martin Walser für sein Lebenswerk
- Internationaler Literaturpreis – Haus der Kulturen der Welt: Judas von Amos Oz in der Übersetzung von Mirjam Pressler
- International IMPAC Dublin Literary Award: Harvest von Jim Crace
- International Prize for Arabic Fiction: The Italian von Shukri Mabkhout
- Irish Book Awards (Auswahl):
  - Roman: The Green Road von Anne Enright
  - Short Story: A Slanting of the Sun von Donal Ryan
  - Kinderbuch: Imaginary Fred von Eoin Colfer und Oliver Jeffers
  - International Recognition Award: Bill Bryson
  - Lebenswerk: J. P. Donleavy
- Italo-Svevo-Preis: Nina Jäckle
- James Krüss Preis für internationale Kinder- und Jugendliteratur: Frank Cottrell Boyce (Autor) und Salah Naoura (Übersetzer)
- James Tait Black Memorial Prize (Drama): Tomorrow Come Today von Gordon Dahlquist
- Jan-Campert-Preis: Idyllen von Ilja Leonard Pfeijffer
- Jerusalem-Preis: Ismail Kadare
- Kellgren-Preis: Cecilia Lindqvist
- Kerry Group Irish Fiction Award: Eoin McNamee für Blue Is the Night
- Kościelski-Preis: Szczepan Twardoch
- KrimiZEIT-Bestenliste: Havarie von Merle Kröger
- Lambda Literary Awards (Auswahl):
  - Bisexual Fiction: Give It to Me von Ana Castillo
  - Gay Fiction: I Loved You More von Tom Spanbauer
  - Gay Memoir/Biography: The Prince of Los Cocuyos von Richard Blanco
  - Lesbian Mystery: The Old Deep and Dark : A Jane Lawless Mystery von Ellen Hart
  - LGBT Nonfiction: Hold Tight Gently: Michael Callen, Essex Hemphill, and the Battlefield of AIDS von Martin Duberman
- Leo-Perutz-Preis: Wiener Totenlieder von Theresa Prammer
- LiBeraturpreis: Madeleine Thien für Flüchtige Seelen
- Libris-Literaturpreis: Ik kom terug von Adriaan van Dis
- Lionel Gelber Prize: The Last Empire: The Final Days of the Soviet Union von Serhii Plokhy
- Literaturpreis Alpha: Karin Peschka für Watschenmann
- Literaturpreis der Europäischen Union (Auswahl):
  - Irland: The Spinning Heart von Donal Ryan
  - Norwegen: Unnskyld von Ida Hegazi Høyer
  - Österreich: Einmal muss ich über weiches Gras gelaufen sein von Carolina Schutti
  - Polen: Magik von Magdalena Parys
  - Schweden: Beckomberga – Ode till min familj von Sara Stridsberg
  - Slowakei: Obrazy zo života M. von Svetlana Žuchová
- Literaturpreis des Nordischen Rates: Jon Fosse für eine Romantrilogie
- Literaturpreis der Stadt Wien: Elisabeth Reichart
- Los Angeles Times Book Prizes (Auswahl):
  - Kategorie Fiktion: The Story of My Teeth von Valeria Luiselli
  - Kategorie Lyrik: From the World: Poems 1976–2014 von Jorie Graham
  - Kategorie Erstlingswerk: The Fishermen von Chigozie Obioma
  - Kategorie Wissenschaft und Technik: The Invention of Nature: Alexander von Humboldt’s New World von Andrea Wulf
- Lydia-Eymann-Stipendium 2015/16: Barbara Schibli und Erich Wimmer
- Man Booker Prize for Fiction: A Brief History of Seven Killings (dt.: Eine kurze Geschichte von sieben Morden) von Marlon James
- Man Booker International Prize: László Krasznahorkai
- Manès-Sperber-Preis: Ilma Rakusa
- Mao-Dun-Literaturpreis (Auswahl):
  - Su Tong für [engl.:] Yellowbird Story
  - Wang Meng für [engl.:] Scenery on this Side
- Mitteleuropäischer Literaturpreis Angelus: Mezopotamia von Serhij Schadan
- Nadal-Literaturpreis: José C. Vales für Cabaret Biarritz
- National Book Awards:
  - Prosa: Adam Johnson mit Fortune Smiles
  - Sachbuch: Ta-Nehisi Coates mit Between the World and Me (dt.: Zwischen mir und der Welt)
  - Lyrik: ♀Robin Coste Lewis mit Voyage of the Sable Venus
  - Jugendbuch: Neal Shusterman mit Challenger Deep
  - Literarisches Lebenswerk: Don DeLillo
  - Besondere Verdienste (Lebenswerk): James Patterson
- National Book Critics Circle Award (Roman): The Sellout von Paul Beatty
- Nelly-Sachs-Preis: Marie NDiaye
- Nike: Księgi Jakubowe von Olga Tokarczuk
- Nobelpreis für Literatur: Swetlana Alexijewitsch
- Nordischer Preis der Schwedischen Akademie: Thomas Bredsdorff
- Open Mike: Jessica Lind, Theresia Töglhofer, Andra Schwarz; taz-Publikumspreis: Philip Krömer für der eine der andere
- Orwell Award: Anthony Cody für The Educator and the Oligarch
- Orwell Prize, Kategorie „Buch“: Private Island: Why Britain Now Belongs to Someone Else von James Meek
- Österreichischer Kunstpreis für Literatur: Evelyn Schlag
- Österreichischer Staatspreis für Europäische Literatur: Mircea Cărtărescu
- Österreichischer Staatspreis für Literaturkritik: Brigitte Schwens-Harrant
- Österreichischer Staatspreis für literarische Übersetzung (... ins Deutsche): Michaela Prinzinger
- Outstanding Artist Award für Literatur (Österreich): Christoph W. Bauer
- Park-Kyung-ni-Literaturpreis: Amos Oz
- P.C.-Hooft-Preis: Anneke Brassinga für ihr lyrisches Werk
- PEN/Faulkner Award: Atticus Lish für Preparation for the Next Life
- Peter-Rosegger-Literaturpreis: Valerie Fritsch
- Posener Literaturpreise:
  - Adam-Mickiewicz-Preis: Zbigniew Kruszyński für Kurator
  - Stanisław-Barańczak-Stipendium: Kira Pietrek
- Premio Alfaguara de Novela: Contigo en la distancia von Carla Guelfenbein
- Prémio Camões: Hélia Correia
- Premio Campiello: L’ultimo arrivato von Marco Balzano
- Premio Gregor von Rezzori (Bestes ausländisches Werk): Der Tag des Opritschniks von Wladimir Sorokin
- Premio Iberoamericano de Narrativa Manuel Rojas: Margo Glantz
- Prêmio Machado de Assis: Rubem Fonseca
- Premio Malaparte: Karl Ove Knausgård
- Premio Mondello (Premio Autore Straniero): Emmanuel Carrère
- Premio Planeta: Hombres desnudos von Alicia Giménez Bartlett
- Premio Sor Juana Inés de la Cruz: El país del diablo von Perla Suez
- Premio Strega: La ferocia von Nicola Lagioia
- Premio Viareggio (Kategorie „Belletristik“): Antonio Scurati für Il tempo migliore della nostra vita
- Prijs der Nederlandse Letteren: Remco Campert
- Prinzessin-von-Asturien-Preis für Literatur: Leonardo Padura
- Prix Boubou Hama: Diouldé Laya (postum)
- Prix Décembre: Un amour impossible von Christine Angot
- Prix Femina: La Cache von Christophe Boltanski
- Prix Femina Essai: Claude Lévi-Strauss von Emmanuelle Loyer
- Prix Femina Étranger: La Couleur de l’eau (im Orig. Thirst) von Kerry Hudson
- Prix Goncourt (Roman): Boussole von Mathias Énard
- Prix Goncourt (Debütroman): Meursault, contre-enquête von Kamel Daoud
- Prix Goncourt des lycéens: D’après une histoire vraie von Delphine de Vigan
- Prix Guillaume Apollinaire: Liliane Wouters für Derniers feux sur terre sowie für ihr Gesamtwerk
- Prix Hommage visionnaire: Esther Rochon
- Prix Interallié: La Septième Fonction du langage von Laurent Binet
- Prix littéraire de l’armée de Terre – Erwan Bergot: Berezina von Sylvain Tesson
- Prix du livre européen:
  - Kategorie Essay: Un messager pour l’Europe von Robert Menasse
  - Kategorie Roman: Vera von Jean-Pierre Orban
- Prix du Livre Inter: Jacob, Jacob von Valérie Zenatti
- Prix Mallarmé: Werner Lambersy für La Perte du temps
- Prix de La Mamounia: Leïla Slimani
- Prix Médicis: Titus n’aimait pas Bérénice von Nathalie Azoulai
- Prix Médicis essai: Sauve qui peut la vie von Nicole Lapierre
- Prix Médicis étranger: Encore (im Orig. Daha) von Hakan Günday
- Prix Méditerranée: Valérie Zenatti für Jacob, Jacob
- Prix Méditerranée Étranger: Milena Agus und Luciana Castellina für Prends garde
- Prix du Meilleur livre étranger:
  - Essay: Atlas d’un homme inquiet von Christoph Ransmayr
  - Roman: La Zone d’intérêt von Martin Amis
- Prix mondial Cino Del Duca: Thomas W. Gaehtgens
- Prix Mystère de la critique:
  - National: Aux animaux la guerre von Nicolas Mathieu
  - International: 911 von Shannon Burke
- Prix du polar européen: Die Wahrheit und andere Lügen von Sascha Arango
- Prix du Premier roman étranger (Auswahl): L’Ange de l’oubli (dt. Engel des Vergessens) von Maja Haderlap
- Prix Renaudot: D’après une histoire vraie von Delphine de Vigan
- Pulitzer-Preise:
  - Belletristik: All the Light We Cannot See (Alles Licht, das wir nicht sehen) von Anthony Doerr
  - Drama: Between Riverside and Crazy von Stephen Adly Guirgis
  - Dichtung: Digest von Gregory Pardlo
  - Biographie / Autobiographie: The Pope and Mussolini: The Secret History of Pius XI and the Rise of Fascism in Europe von David I. Kertzer
  - Geschichte: Encounters at the Heart of the World: A History of the Mandan People von Elizabeth A. Fenn
  - Sachbuch: The Sixth Extinction: An Unnatural History (Das sechste Sterben. Wie der Mensch Naturgeschichte schreibt) von Elizabeth Kolbert
- Rauriser Literaturpreis: Wir haben Raketen geangelt von Karen Köhler
- Rea Award for the Short Story: Andrea Barrett
- Regina Medal: Judy Blume
- Retzhofer Dramapreis: Özlem Özgül Dündar für Jardin d’Istanbul und Miroslava Svolikova für die hockenden
- Riksmålsforbundets litteraturpris: Terje Emberland für Da fascismen kom til Norge
- Riverton-Preis: Kureren von Kjell Ola Dahl
- Romanpreis der P2-Zuhörer (Norwegen): De urolige von Linn Ullmann
- Samuel-Johnson-Preis: Neurotribes: The Legacy of Autism and How to Think Smarter About People Who Think Differently von Steve Silberman
- Schweizer Buchpreis: Eins im Andern von Monique Schwitter
- Schweizer Literaturpreise (Auswahl):
  - Schlafgänger von Dorothee Elmiger
  - Unterwegs nach Ochotsk von Eleonore Frey
  - Der Herbst, in dem ich Klavier spielen lernte von Hanna Johansen
  - Unger üs. Familienalbum von Guy Krneta
  - „Schweizer Grand Prix Literatur“: Adolf Muschg für sein Gesamtwerk
- Solothurner Literaturpreis: Thomas Hettche
- Somerset Maugham Award (Auswahl): Ben Brooks für Lolito
- Stonewall Book Award, Kategorie „Non-fiction“: Living Out Islam: Voices of Gay, Lesbian, and Transgender Muslims von Scott Alan Kugle
- Sunburst Award (Kateg. “Adult”): The Back of the Turtle von Thomas King
- Theo Thijssenprijs: Martha Heesen
- Theodor-Kramer-Preis: Hazel Rosenstrauch
- Toronto Book Award: Emily St. John Mandel für Station Eleven
- Tucholsky-Preis (Schweden): Arkadi Babtschenko
- Veza-Canetti-Preis der Stadt Wien: Sabine Gruber
- Walter Scott Prize: The Ten Thousand Things von John Spurling
- Waterstone’s Children’s Book Prize, Kategorie ‘Best Younger Fiction’: Murder most unladylike von Robin Stevens
- William-Dean-Howells-Medaille: Middle C von William Gass
- Windham–Campbell Literature Prize (Auswahl):
  - Fiction: Teju Cole; Helon Habila; Ivan Vladislavić
  - Non-Fiction: Geoff Dyer; Edmund de Waal
- Wingate Literary Prize:
  - Fiction: Michel Laub für Diary of the Fall (dt.: Tagebuch eines Sturzes)
  - Non-fiction: Thomas Harding für Hanns and Rudolf: The German Jew and the Hunt for the Kommandant of Auschwitz
- World Horror Convention Grand Master Award: William F. Nolan
- W.Y. Boyd Literary Award for Excellence in Military Fiction: Phil Klay für Redeployment
- Zuger Übersetzer-Stipendium: Ulrich Blumenbach für die Übersetzung des Romans Witz von Joshua Cohen
  - Anerkennungspreise: Steffen Popp und Andreas Tretner

## Verwandte Preise und Ehrungen
- Abt Jerusalem-Preis: Gerd de Bruyn
- Albert J. Beveridge Award (Auswahl): Encounters at the Heart of the World: A History of the Mandan People von Elizabeth A. Fenn
- Albertus-Magnus-Professur: Bruno Latour
- Antiquaria-Preis: Lothar Müller, u. a. für sein Buch Weiße Magie. Die Epoche des Papiers
- Asahi-Preis (Auswahl): Kaneko Tōta
- Balzan-Preis (Auswahl): Hans Belting; Joel Mokyr
- Bibliothek des Jahres: Stadtbibliothek Köln
- Brüder-Grimm-Poetikprofessur: Paul Maar
- Buchlust-Publikumspreis: Verlagshaus Jacoby & Stuart
- Deutscher Kinderhörspielpreis: Magdeburg hieß früher Madagaskar von Zoran Drvenkar
- Deutscher Sprachpreis: Katharina Raabe
- Drama Desk Award for Outstanding Play: The Curious Incident of the Dog in the Night-Time von Simon Stephens (nach dem gleichnamigen Roman von Mark Haddon)
- Ehrenpreis des österreichischen Buchhandels für Toleranz in Denken und Handeln: Doron Rabinovici
- Elbschwanenorden: Arno Surminski
- Erich-Maria-Remarque-Friedenspreis: Adonis[19] (nach Protesten verspätete Preisüberreichung am 19. Febr. 2016)
- Fontane-Preis: Sherko Fatah
- Förderpreis des Landes Nordrhein-Westfalen (Sparte Literatur): Sina Klein und Gerrit Wustmann
- Frank-Schirrmacher-Preis: Hans Magnus Enzensberger
- Friedenspreis des Deutschen Buchhandels: Navid Kermani
- Friedenspreis der Geschwister Korn und Gerstenmann-Stiftung: Tom Segev
- Friedrich-Weller-Preis (Auswahl): Wendy Doniger
- Georg-Dehio-Kulturpreis (Hauptpreis): Petro Rychlo
- Goethe-Medaille (Auswahl): Sadiq al-Azm, Neil MacGregor
- Goetheplakette der Stadt Frankfurt am Main (Auswahl): Martin Mosebach
- Goldene Auguste: Nina George
- Goldene Goethe-Medaille der Goethe-Gesellschaft Weimar: Walter Hinderer
- Gutenberg-Preis der Stadt Leipzig: Jan Philipp Reemtsma
- Hans-Kilian-Preis: Jessica Benjamin
- Hegel-Preis: Michael Theunissen (postum)
- Hildegard-von-Bingen-Preis für Publizistik: Juli Zeh
- Holberg-Preis: Marina Warner
- Ibn-Ruschd-Preis: Mustafa Khalifa (Syrien); Ahmed Marzouki (Marokko); Aisha Odeh (Palästina) – Gefängnisliteratur
- Jacob-Grimm-Preis: Asfa-Wossen Asserate
- Jean-Nicod-Preis: David Chalmers
- Kluge-Preis: Jürgen Habermas und Charles Taylor
- Konstanzer Konzilspreis: Milo Rau
- Kulturpreis des Landes Oberösterreich, Kategorie Literatur: Martin Pollack
- Kunstpreis zur deutsch-tschechischen Verständigung (Auswahl):
  - Deutscher Preisträger: Hans Dieter Zimmermann
- Kurt-Magnus-Preis (1. Preis): Hadija Haruna
- Kurt-Wolff-Preis: Berenberg Verlag; Förderpreis: Connewitzer Verlagsbuchhandlung
- Leibniz-Preis (Auswahl): Friedrich Lenger; Hartmut Leppin; Steffen Martus
- Leipziger Buchpreis zur Europäischen Verständigung: Mircea Cărtărescu für die Orbitor-Romantrilogie
- Leopold-Lucas-Preis: Angelika Neuwirth
- Lew-Kopelew-Preis (Auswahl): Eduard Uspenski
- Luise-Büchner-Preis für Publizistik: Barbara Sichtermann
- MacArthur Fellowship (Auswahl): Ta-Nehisi Coates; Matthew Desmond; Ben Lerner
- Molson Prize (Auswahl): M. G. Vassanji
- Musgrave-Medaille in Gold (Bereich Literatur): Orlando Patterson
- Nestroy-Theaterpreis/Bestes Stück – Autorenpreis: Die lächerliche Finsternis von Wolfram Lotz
- Order of Nova Scotia (Auswahl): Alistair MacLeod (postum)
- Preis der Stadt Wien für Geisteswissenschaften: Andre Gingrich
- Prix de l’Académie de Berlin: Bénédicte Savoy
- Schwabinger Kunstpreis (Auswahl): Barbara Bronnen; Moses Wolff
- Sigmund-Freud-Kulturpreis: Georges-Arthur Goldschmidt
- Sigmund-Freud-Preis für wissenschaftliche Prosa: Peter Eisenberg
- Theodor-Körner-Preis (Auswahl): Margarita Kinstner
- Theodor-W.-Adorno-Preis: Georges Didi-Huberman
- Tiroler Landespreis für Kunst: Christoph W. Bauer
- Tony Award (Bestes Theaterstück): The Curious Incident of the Dog in the Night-Time von Simon Stephens
- Tractatus-Preis: Schamverlust – Vom Wandel der Gefühlskultur von Ulrich Greiner
- Übersetzerbarke: Elke Schmitter
- Wissenschaftspreis der Aby-Warburg-Stiftung: Lambert Wiesing
- Wissenschaftspreis der Stadt Basel: Christine Christ-von Wedel